# Ombúes de Lavalle
Ombúes de Lavalle – miasto w Urugwaju, w departamencie Colonia.